# Pular (volcan)
Le Pular, littéralement le « sourcil » en kunza, est un stratovolcan du Chili.